# Ludolph Hendrik van Oyen
Ludolph Hendrik van Oyen (of Oijen) ('s-Gravenhage, 25 april 1889 - aldaar, 28 juli 1953) was een Nederlands luitenant-generaal, waarnemend commandant van het Nederlands-Indische leger en bevelhebber van het ML-KNIL ten tijde van het uitbreken van de Tweede Wereldoorlog.

## Loopbaan

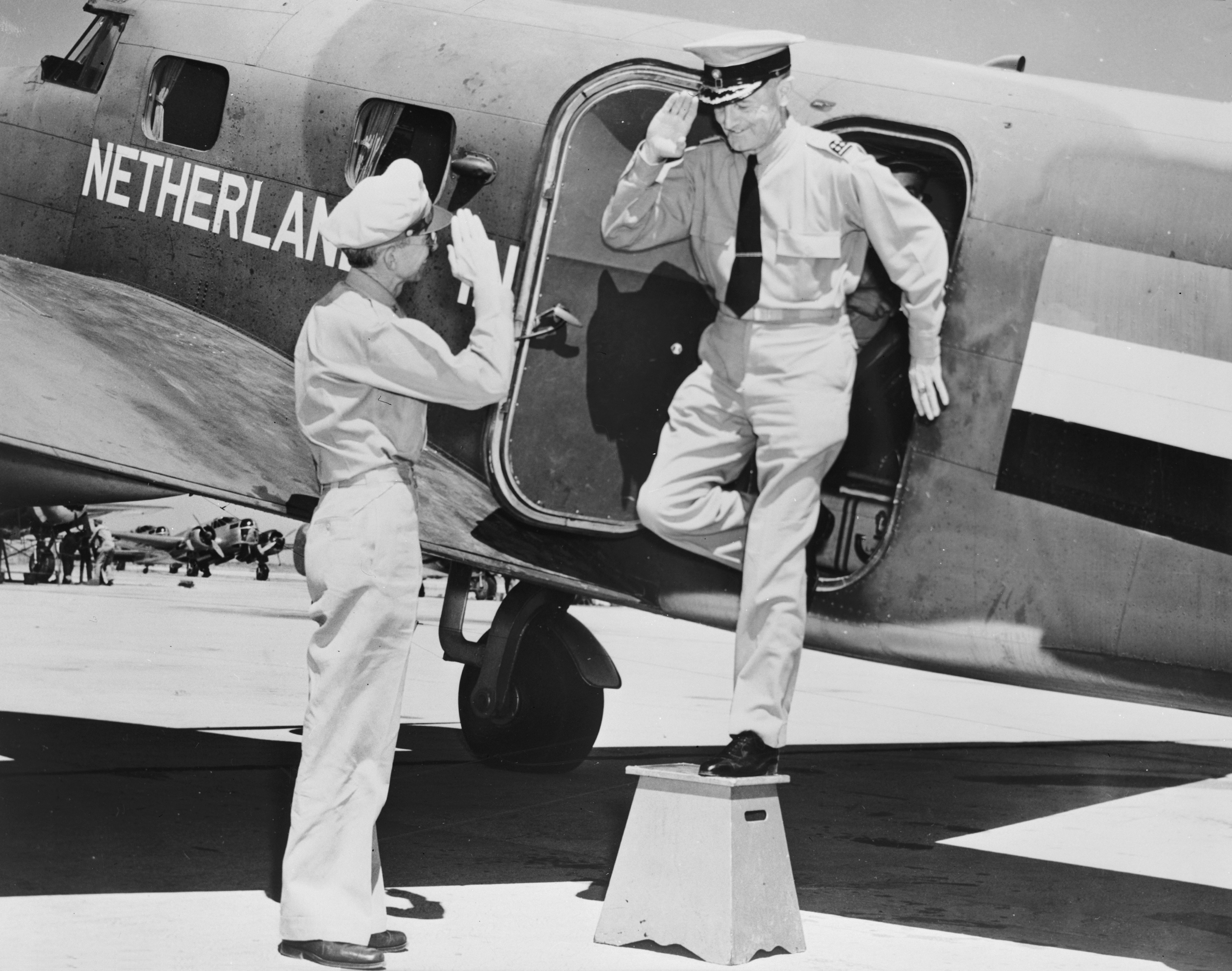
Aankomst van van Oyen op de Royal Netherlands Military Flying School te Jackson.

Ludolph Hendrik van Oyen begon zijn militaire carrière bij de cadettenschool in Alkmaar vanaf 1906, vervolgens, tot 1911, op de Koninklijke Militaire Academie te Breda. Vanaf 1922 tot 1925 volgde hij in de rang van kapitein de Hoogere Krijgsschool te Den Haag en werd na afloop aangesteld als majoor en bevelhebber van het LA-KNIL. Dit zou hij onder verschillende rangen blijven, tot hij in 1940 werd gepromoveerd tot generaal-majoor. Als bevelhebber van het ML-KNIL wist hij deze flink uit te breiden met het oog op de Japanse opmars aan het begin van oorlog. In 1942 werd hij benoemd tot plaatsvervangend bevelhebber van vice-maarschalk sir Richard Peirse, die het commando voerde over de luchtstrijdkrachten binnen de ABDACOM, een samenwerking tussen de Amerikaanse, Britse, Nederlandse en Australische strijdkrachten die op 25 februari 1942 door opperbevelhebber generaal sir Archibald Wavell werd opgeheven. Na de Slag in de Javazee landden de Japanners op Java. Op 5 maart trokken ze Batavia binnen en op 7 maart vluchtte luitenant-gouverneur-generaal van Nederlands-Indië, Hubertus van Mook, samen met onder andere Van Oyen, naar Australië gedurende de Slag om Java. Drie dagen later capituleerde Nederlands-Indië. In Australië werd Van Oyen belast met het voltooien van de vliegopleiding van Nederlandse vliegers aan de Royal Netherlands Military Flying School die ook naar Australië waren vertrokken. Deze vliegopleiding vond uiteindelijk plaats op de Amerikaanse vliegbasis Jackson in de staat Mississippi.
In oktober 1943 werd Van Oyen gepromoveerd tot luitenant-generaal en waarnemend legercommandant van het Nederlands-Indische leger, ter vervanging van luitenant-generaal ter Poorten, die op dat moment krijgsgevangen was genomen door de Japanners. Van Oyens opdracht was het zo veel mogelijk heropbouwen van de Nederlandse strijdkrachten met het oog op een Japanse capitulatie.

Nadat Nederlands-Indië in 1945 grotendeels weer was heroverd probeerde Van Oyen, en de opperbevelhebber van de Nederlandse marine Conrad Helfrich, de Britten ervan te overtuigen het Nederlandse gezag zo veel mogelijk te herstellen. Het Indische leger stond op dat moment nog onder gezag van de Britten. Beide Nederlandse generaals waren van mening dat Soekarno en de pas uitgeroepen Republiek Indonesia de kop ingedrukt moesten worden. De Britten, onder aanvoering van Lord Mountbatten, en de commandant in Batavia, Philip Christison, weigerden dit. Uiteindelijk bood Van Oyen, als laatste drukmiddel, zijn ontslag aan bij Van Mook, evenals Helfrich. Hij werd opgevolgd door generaal Spoor, wiens ideeën niet veel verschilden van die van Van Oyen. Hij verkreeg eervol ontslag in januari 1946. Van Oyen bleef tot aan zijn overlijden in 1953 commandant van het Rode Kruis-korps. Hij was ridder in de Orde van de Nederlandse Leeuw, officier in de Orde van Oranje-Nassau, Lid in de Orde van het Bad, commandeur in de Orde van Merit en 5de klasse Zilveren Kruis in de Orde van Virtuti Militari (Polen).

## Onderscheidingen
- Commandeur in de Orde van Oranje-Nassau
- Ridder in de Orde van de Nederlandse Leeuw
- Oorlogsherinneringskruis
- Ereteken voor Orde en Vrede
- Onderscheidingsteken voor Langdurige Dienst als officier
- Huwelijksmedaille 1937
- Inhuldigingsmedaille 1948
- Mobilisatiekruis 1914-1918
- Commandeur in het Legion of Merit
- Honorary Companion of the Military Division of the Most Honourable Military Order of the Bath
- Virtuti Militari 5e klasse